# Старогутівська сільська рада
| Старогутівська сільська рада — орган місцевого самоврядування у Старовижівському районі Волинської області з адміністративним центром у с. Стара Гута. Водоймища на території, підпорядкованій даній раді: річка Вижівка. Сільській раді підпорядковані населені пункти: - с. Стара Гута - с. Сукачі |

## Склад ради
Рада складається з 18 депутатів та голови.

### Керівний склад ради
| ПІБ                        | Основні відомості                                                             | Дата обрання | Дата звільнення |
| -------------------------- | ----------------------------------------------------------------------------- | ------------ | --------------- |
| Вавринюк Василь Степанович | Сільський голова, 1967 року народження, освіта, член Народного Руху України   | 26.03.2006   | 31.10.2010      |
| Вавринюк Василь Степанович | Сільський голова, 1967 року народження, освіта середня загальна, безпартійний | 31.10.2010   |                 |

Примітка: таблиця складена за даними джерела

## Населення
Згідно з переписом УРСР 1989 року чисельність наявного населення сільської ради становила 1511 осіб, з яких 759 чоловіків та 752 жінки.
За переписом населення України 2001 року в сільській раді мешкало 1485 осіб.

### Мова
Розподіл населення за рідною мовою за даними перепису 2001 року:
| Мова       | Відсоток |
| ---------- | -------- |
| українська | 99,80 %  |
| російська  | 0,20 %   |